# Breite Straße 25 (Quedlinburg)
Das Haus Breite Straße 25 war ein denkmalgeschütztes Gebäude in der Stadt Quedlinburg in Sachsen-Anhalt. 

## Lage
Das Gebäude befand sich im nördlichen Teil der Breiten Straße in der historischen Quedlinburger Altstadt. Es war im örtlichen Denkmalverzeichnis eingetragen.

## Architektur und Geschichte
Das Fachwerkhaus verfügte in seinem Erdgeschoss über ein Zwischengeschoss. Das Obergeschoss kragte vor und war mit Pyramidenbalkenköpfen verziert. Im Jahr 1989 wurde das Haus im Zuge eines flächenhaften Abrisses diverser historischer Gebäude abgerissen.